# Ozola plana
Ozola plana är en fjärilsart som beskrevs av W. Warren 1894. Ozola plana ingår i släktet Ozola och familjen mätare. Inga underarter finns listade i Catalogue of Life.